# Dolo Odo
Dolo Odo (parfois orthographié Dolo Ado) est un woreda du Sud de l'Éthiopie situé dans la zone Liben de la région Somali et frontalier du Kenya et de la Somalie. Ce district a 111 511 habitants en 2007, son chef-lieu est la ville de Dolo. Sa partie nord se détache récemment sous le nom de Bokolmayo.
Le district est bordé par la rivière Dawa, qui le sépare du Kenya et de la Somalie, et par la Ganale Dorya qui le sépare de la zone Afder. Son chef lieu, Dolo, est à proximité du confluent de ces deux rivières, là où elles donnent naissance au fleuve Jubba,.
| Bokolmayo |          | Dolobay   |
|           | Dolo Odo |           |
|           | (Kenya)  | (Somalie) |

Le recensement national de 2007 fait état de 111 511 habitants dans le district dont 34 % de citadins qui sont les 26 323 habitants de Dolo, 7 517 habitants à Bokol May et 3 564 habitants à Buramino,, le district recensé comprenant encore à l’époque le futur woreda Bokolmayo.
Presque tous les habitants sont musulmans.
En 2022, la population est estimée sur le même périmètre à 166 118 personnes avec une densité de population de 23 personnes par km2 et 7 303 km2 de superficie.
Le district n'a plus que 3 445 km2 de superficie en 2021 ayant perdu du territoire entre-temps du fait du détachement de Bokolmayo.
Ainsi réduit, Dolo Odo abrite encore les camps de réfugiés de Hilaweyn (52 181 personnes) et Buramino (49 503 personnes),, tandis que les camps de Bokolmanyo, Melkadida et Kobe sont désormais dans le woreda Bokolmayo.